# Airaphilus seabrai
Airaphilus seabrai là một loài bọ cánh cứng trong họ Silvanidae. Loài này được Luna de Carvalho miêu tả khoa học năm 1951.